# Sử (họ)
Sử (chữ Hán: 史) một họ của người châu Á. Họ này có mặt ở Việt Nam, Trung Quốc và Triều Tiên. Trong Bách gia tính (百家姓) họ Sử 史 xếp thứ 63. Họ Sử xếp thứ 85 ở Trung Quốc về mức độ phổ biến theo thống kê năm 2006. Họ Sử 史 đọc theo âm Hán tự Triều Tiên là "사" (chuyển tả Latin: Sa), đồng âm với họ Tạ 謝 và họ Xá 舍.

## Người Việt Nam họ Sử 史 nổi tiếng
- Hai cha con Sử Hy Nhan và Sử Đức Hy, học giả thời nhà Trần

## Người Trung Quốc họ Sử 史 nổi tiếng
- Sử Dật, thái sử lệnh nhà Tây Chu
- Sử Ngư, sử quan nước Vệ thời Xuân Thu
- Sử Cung, thứ sử Lương châu thời Hán Tuyên Đế
- Hai cha con Sử Tư Minh và Sử Triều Nghĩa, người cầm đầu phiến quân trong Loạn An Sử thời nhà Đường
- Hai cha con Sử Hạo và Sử Di Viễn, tể tướng thời Nam Tống
- Sử Tiến, nhân vật hư cấu trong Thủy hử, là một trong 108 đầu lĩnh Lương Sơn Bạc.
- Sử Thiên Trạch, thừa tướng của Hốt Tất Liệt
- Sử Khả Pháp, danh tướng cuối thời nhà Minh
- Sử Ngọc Hiếu, thượng tướng Giải phóng quân Trung Quốc